# Nowopokrowka (rejon kuwandycki)
Nowopokrowka (ros. Новопокровка) – wieś (sieło) w Rosji, w obwodzie orenburskim, w rejonie kuwandyckim. W 2010 liczyła 543 mieszkańców.